# Dead Angle
Dead Angle (anche noto col titolo originale Lead Angle oppure come Gang Hunter) è un videogioco arcade del 1988 sviluppato da Seibu Kaihatsu. Il gioco è stato convertito da SEGA per Sega Master System. Si tratta del sequel di Empire City: 1931.

## Trama
L'investigatore privato George Phoenix ha contribuito all'arresto dell'italoamericano Robert King, uno tra i più potenti boss di gangster. Ma costui inaspettatamente quasi subito torna libero e fa rapire Jane, fidanzata di George, mentre la coppia si trova in vacanza in Italia. Per salvare Jane, George dovrà sgominare Robert e tutti i suoi uomini, sparsi tra Napoli, New York, Kansas City e Chicago.

## Livelli e boss
- Livello 1, Napoli - Boss: Enrico
- Livello 2, The Atlantic - Boss: Pietro
- Livello 3, New York - At The Port - Boss: Salvatore
- Livello 4, New York - At The Hotel - Boss: Orazio
- Livello 5, Kansas - Boss: Tommaso
- Livello 6, Chicago - Boss: Vincento
- Livello 7, The Hall - Boss: Robert